# 村上睦子
村上 睦子（むらかみ ちかこ、1970年10月10日- ）は、元バスケットボール選手。現姓・岩屋。愛知県常滑市出身。愛称は「ミチ」。

## 来歴
常滑市立三和小学校、常滑市立青海中学校、星城高等学校卒業後、1989年にシャンソンVマジックに入団。
身長165cmと小柄ながら多くの試合に出場、ポイントガードとして活躍し、シャンソンのWリーグ10連覇に貢献。新人賞、MVP、ベスト5など多数受賞。1996年のアトランタオリンピックに日本代表として出場。1999年に引退。切れ味鋭いドライブインやペネトレイトが持ち味であった。